# Алтунопа
Алтунопа (? — 4 апреля 1103) — половецкий хан, участник битвы на Вагре, погиб в битве на реке Сутени.

## Биография
Был половецким ханом. В 1099 году, вместе с другим ханом, Боняком и Давидом Игоревичем участвовал в битве на реке Вагре, где было разгромлено огромное венгерское войско под руководством Кальмана I. Его отряд выстрелил в воинов и отступил, венгры погнались за ними, а Боняк ударил в тыл, затем половцы развернулись, ударили в лоб и фланги, нанеся венграм поражение, в битве погибло большое количество венгров при отступлении.
В 1103 году, на ханском совете, когда Урусоба, узнав о походе русских воинов в  степи, хотел заключить мир с русскими князьями, молодые ханы стали насмехаться над старым Урусобой, говоря, «Аще ты боишися Руси, но мы не боимся; избивше бо их, поидем в землю их и примем грады их, и кто избавит я их от нас?
Алтунопа был выслан с отрядом вперёд и погиб в битве со сторожевым русским отрядом, а половцы потерпели сокрушительное поражение, в битве погибли 20 ханов, среди них Урусоба.